# 본 이베어
본 이베어(Bon Iver)는 미국의 인디 포크 밴드이다.

## 디스코그래피
- For Emma, Forever Ago (2007)
- Bon Iver (2011)
- 22, A Million (2016)
- I, I (2019)
- Sable, Fable (2025)